# Gustav zu Sayn-Wittgenstein-Berleburg

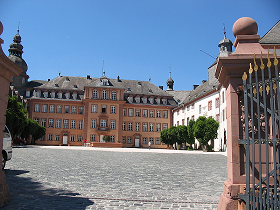
Schloss Berleburg (2006)

Gustav Frederik Philipp Richard Prinz zu Sayn-Wittgenstein-Berleburg (Frankfurt am Main, 12 januari 1969) is sinds 13 maart 2017 de zevende vorst en het hoofd van het huis Sayn-Wittgenstein-Berleburg.

## Biografie
Sayn-Wittgenstein-Berleburg is de zoon van Richard zu Sayn-Wittgenstein-Berleburg (1934-2017) en de Deense prinses Benedikte (1944), dochter van koning Frederik IX van Denemarken (1899-1972) en zus van koningin Margrethe II van Denemarken (1940). De dressuurruiter Nathalie (1975) is zijn zus.
Sayn-Wittgenstein-Berleburg is volgens familietraditie de zevende vorst zu Sayn-Wittgenstein-Berleburg, maar voert de naam Prinz Sayn-Wittgenstein-Berleburg, net als zijn vader deed.
Sayn-Wittgenstein-Berleburg huwde in juni 2022, na een relatie van negentien jaar, met zijn partner Carina Axelsson. Hij en zijn vrouw wonen anno 2022 op het familieslot in het Duitse Bad Berleburg. Het echtpaar werd via een draagmoeder ouders van twee kinderen:
- Prins Gustav Albrecht (26 mei 2023)[1]
- Prinses Mafalda (26 april 2024)[2]